# Sebastián Dubarbier
Sebastián Dubarbier   (La Plata, 19 de febrer de 1986) Sebastián Rakán Dubarbier Bruschini, és un exfutbolista argentí que jugava com a migcampista. Té també nacionalitat italiana.

## Biografia
Sebastián Dubarbier va néixer el 19 de febrer de 1986 a La Plata, província de Buenos Aires, començant a jugar a futbol al club local, el Gimnasia on va fer la seva Primera Divisió argentina va debutar el 13 de maig de 2006 quan l'entrenador Pedro Troglio el va enviar al camp per substituir Diego Herner al minut 74 d'una derrota a casa per 2-0 davant el Banfield. El mateix any va fer una aparició a la Copa Sudamericana en la qual va rebre una targeta vermella en una derrota a casa amb el Colo-Colo.  L'any següent va jugar tres partits a la fase de grups de la Copa Libertadores. Va anar a jugar la segona meitat del 2007 cedit al Olimpo.